# Blandine Bitzner-Ducret
Blandine Bitzner-Ducret (née le 1er décembre 1965 à Strasbourg) est une athlète française, spécialiste des courses de fond et du cross-country. 
Elle se distingue lors des championnats du monde de cross-country en remportant, au titre du classement par équipes du cross court, le titre mondial en 1999 à Belfast en Irlande du Nord, en compagnie de Yamna Oubouhou-Belkacem, Fatima Maama-Yvelain et Céline Rajot. Elle obtient par ailleurs la médaille de bronze par équipes en 2000 avec Fatima Maama-Yvelain, Yamna Oubouhou-Belkacem et Rakiya Maraoui-Quétier.
Lors des championnats d'Europe de cross-country, Blandine Bitzner-Ducret s'adjuge la médaille d'argent par équipes en 1995 et la médaille de bronze par équipes en 1996.
Sur piste, elle se classe sixième du 5 000 m lors des championnats d'Europe 1998, à Budapest. Elle participe aux Jeux olympiques d'été de 1996, à Atlanta, où elle atteint les demi-finales du 1 500 m.
Sur le plan national, elle remporte le titre de champion de France du 1 500 m en 1993 et 1994, du 5 000 m en 1998, du cross-country en 1998 et 1999 (cross long) et du 3 000 m en salle en 1996.
En 1994, elle établit un nouveau record de France du 1 500 m en 4 min 4 s 72.